# Hā'

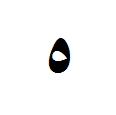
Ha in isolierter Form

Hāʾ (arabisch هاء) ist der 26. Buchstabe des arabischen Alphabets und (als هٔ دوچشم He Do Tscheschm) der 31. des persischen. Er ist aus dem phönizischen He hervorgegangen und dadurch mit dem lateinischen E, dem griechischen Epsilon und dem hebräischen He verwandt. Ihm ist der Zahlenwert 5 zugeordnet.

## Lautwert und Umschrift

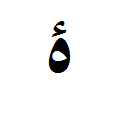
Ha mit Hamza darüber

Das Hāʾ entspricht dem deutschen H in „Heinrich“. Es wird daher in der DMG-Umschrift mit „h“ wiedergegeben. In Domainnamen, Internetforen sowie bei der Benutzung von Chatprogrammen repräsentiert „H“ oder „h“ häufig das Hāʾ, um es von dem Buchstaben Ḥāʾ zu unterscheiden, der dann mit der Ziffer „7“ wiedergegeben wird, weil das Ḥāʾ eine ähnliche Form wie eine „7“ hat.
Im Persischen kann Hāʾ auch Träger des Hamza sein.

## Ha in Unicode
| Unicode Codepoint | U+0647            |
| Unicode-Name      | ARABIC LETTER HEH |
| HTML              | &#1607;           |
| ISO 8859-6        | 0xe7              |